# Madracis interjecta
Madracis interjecta is een rifkoralensoort uit de familie van de Pocilloporidae. De wetenschappelijke naam van de soort is voor het eerst geldig gepubliceerd in 1907 door Marenzeller.